# Quai des Célestins (Paris)
Der Quai des Célestins ist ein Kai entlang der Seine auf der Île Saint-Louis im 4. Arrondissement von Paris.

## Lage
Der Quai des Célestins ist ein nahezu geradliniger Boulevard von etwa 400 Metern Länge, der oberhalb des nördlichen Teils der Seine verläuft. Flussaufwärts schließt sich der Quai Henri IV und flussabwärts der Quai de l’Hôtel de Ville an. Die Straße teilt sich am nördlichen Ende vor dem Boulevard Henri IV: Auf der so entstandenen Insel liegt der Square Henri Galli.
Auf der Seite mit ungeraden Nummern befindet sich nur ein Haus: das Maison des Célestins, das am darunter liegenden Port des Célestins erbaut wurde und einen Eingang auf Straßenhöhe hat.

## Namensursprung
Der Kai erhielt den Namen, weil hier ein Kloster der Cölestiner bestand.

## Geschichte
Im Jahr 1352 errichteten die Célestins dort ein Kloster, das heute als Caserne des Célestins von der  Republikanischen Garde genutzt wird.
An diesem Ufer befand sich der Port Saint-Paul, ein ehemaliger Hafen von Paris, der auf Plänen von Paris von 1760 bis 1771 zu erkennen ist.

## Sehenswürdigkeiten
- Im Square Henri Galli am Boulevard Henri IV liegen Reste von einem der acht Türme der Bastille.
- Nr. 2: Hôtel Fieubet
- Nr. 1: Maison des Célestins, das auch am Kai (Port des Célestins als Teil der Voie Georges-Pompidou) einen Eingang hat.